# Rudolph von Freyberg-Eisenberg
Rudolph von Freyberg-Eisenberg (* 6. Juni 1817 in Würzburg; † 3. März 1887 in Haldenwang) war Gutsbesitzer und Mitglied des Deutschen Reichstags.

## Leben
Rudolph von Freyberg-Eisenberg absolvierte Gymnasial- und Lycealstudien im Pensionat und Kollegium der Jesuiten in Freiburg. Danach besuchte er die Universität in München und war Administrator des Familienbesitzes. Ab 1860 renovierte er das familieneigene Schloss Haldenwang.
Er war Mitglied des schwäbischen Landrats 1868 und des Bayerischen Landtages von 1869 bis 1871. 
Freyberg war Mitbegründer des Vereins für landwirtschaftliche Versuchsstation in Bayern und der Zentralversuchsstation München. Er führte den Vorsitz im Direktorium dieses Vereines bis 1872 und war dann Mitglied des Kuratoriums der Zentralstation und des schwäbischen Kreiskomitees des landwirtschaftlichen Vereins. Weiter war er Vorstand des landwirtschaftlichen Bezirksvereines, Mitglied des Fischzuchtvereines, des Distriktsrats und des Vorstandes der Genossenschaft katholischer Edelleute in Bayern.
Von November 1883 bis 1887 war er Mitglied des Deutschen Reichstags für den Wahlkreis Schwaben 3 Dillingen, Günzburg, Zusmarshausen und die Deutsche Zentrumspartei.